# Масачуколи (Лука)
Масачуколи је насеље у Италији у округу Лука, региону Тоскана.
Према процени из 2011. у насељу је живело 483 становника. Насеље се налази на надморској висини од 9 м.